# Brachystelma nepalense
Brachystelma nepalense là một loài thực vật có hoa trong họ La bố ma. Loài này được (Radcl.-Sm.) Meve mô tả khoa học đầu tiên năm 1997.